# マスプロ大学
マスプロ大学（マスプロだいがく）とは大教室での講義が多い大学を指す。マスプロ教育ともいう。その教室に100名を越す学生を収容し、教員がマイクを片手に講義をおこなう例も少なくない。なお、「マスプロ」とは「マスプロダクション（大量生産）」の略語である。大学の大衆化を論じる文脈などでは、もっぱらその弊害として、やや批判的、揶揄的なニュアンスを伴って用いられる語である。

## 概説
従来は学生数の多い、都心の私立伝統校（とりわけ社会科学系の学部）にこの傾向が強いとされてきたが、大学のマスプロ化は大学進学率が高まったどの国でも起こりうる現象であり（大学の大衆化）、日本でも1960年代末から1970年代にかけて、大学進学率が3割を超えるようになったころから、さかんに大学の「マスプロ教育」の問題点が指摘されるようになった（例：早稲田大学、日本大学、立命館大学）。
講義は得てして教員から学生への一方通行的な説明に陥りがちであり、教員の側では自分のゼミに所属する学生でもない限り受講学生と直接語り合う機会は少ない。また、学生の側も講義に対して受け身になりがちである。ただし、医歯薬系学部では国家試験とそれに基づくモデルコアカリキュラムが存在するために、学年単位での講義が多い。
また、私立大学に特に顕著であるが、専門科目においても他大学の専任教員が非常勤として講義を行う比率が高く、大学に常駐していないことから教員研究室に質問等を気軽にしに行くことが困難であったり、教員研究室の面積も国立大学と比して狭小でありゼミ等を行うことが困難であったり、また学生数に対する校地面積が狭小であることから、音楽や演劇の練習による音が授業の妨げとなる場合もあるなど、教育サービスとしては国立大学と比して劣悪であることは否めない。

## 対策
こうした刺激に乏しい講義が授業のマンネリ化や学生の学ぶ意欲の減退につながるものとして、各大学はその弊害を軽減させるためにさまざまな取り組みをおこなっている。
マスプロ授業が一般的である教養課程に学ぶ大学初年次生を対象として「基礎ゼミナール」などの少人数教育を導入したり、マスプロ授業の受講生に質問などの機会をあたえるために研究室を定期的に開放する「オフィスアワー」を担当教員に義務づけたりするなどがその一例である。